# Phả Lại
Phả Lại là một phường thuộc thành phố Chí Linh, tỉnh Hải Dương, Việt Nam.

## Địa lý
Phường Phả Lại nằm ở phía tây thành phố Chí Linh, có vị trí địa lý:
- Phía đông giáp phường Văn An
- Phía tây giáp tỉnh Bắc Ninh và tỉnh Bắc Giang với ranh giới là sông Thái Bình
- Phía nam giáp phường Cổ Thành
- Phía bắc giáp các xã Hưng Đạo và Lê Lợi.

Phường Phả Lại có diện tích 13,83 km², dân số năm 2010 là 21.309 người, mật độ dân số đạt 1.541 người/km².

## Lịch sử
Phả Lại trước đây vốn là một thị trấn thuộc huyện Chí Linh, tỉnh Hải Dương.
Thị trấn Phả Lại nằm bên bờ sông Lục Đầu, nơi hợp lưu của các con sông: sông Cầu, sông Thương, sông Lục Nam, sông Đuống, sông Kinh Thầy và nhánh chính sông Thái Bình. Người Pháp gọi vùng đất này là Sept Pagodes.
Ngày 11 tháng 3 năm 1974, Hội đồng Chính phủ ban hành Quyết định số 22-BT sáp nhập xóm Cao Đường của xã Hưng Đạo vào thị trấn Phả Lại.
Ngày 16 tháng 1 năm 1981, Hội đồng Chính phủ ban hành Quyết định 19-CP. Theo đó, sáp nhập 3 thôn Phao Sơn, Thạch Thủy và Bình Giang của xã Cổ Thành vào thị trấn Phả Lại.
Ngày 12 tháng 2 năm 2010, Chính phủ ban hành Nghị quyết số 09/NQ-CP về việc thành lập thị xã Chí Linh. Theo đó, thành lập phường Phả Lại thuộc thị xã Chí Linh trên cơ sở toàn bộ diện tích và dân số của thị trấn Phả Lại.
Ngày 10 tháng 1 năm 2019, Ủy ban Thường vụ Quốc hội ban hành Nghị quyết 623/NQ-UBTVQH14 thành lập thành phố Chí Linh trên cơ sở toàn bộ diện tích và dân số của thị xã Chí Linh. Phường Phả Lại thuộc thành phố Chí Linh như hiện nay.

## Giao thông
Phường có quốc lộ 18 chạy dọc từ đông sang tây với tổng chiều dài 4 km. Ngoài ra, trên địa bàn phường có tuyến đường sắt Yên Viên - Phả Lại chạy qua dài 4,4 km, tuyến đường thủy phía tây trên sông Thái Bình dài 4,5 km.
Các đường phố chính:
| - Đường Đặng Tính - Đường Nguyễn Thị Duệ - Phố Đồi Ban - Phố Ao Hà - Phố Thanh Niên - Đường Thanh Xuân - Phố Bồ Đề - Đường Lý Thường Kiệt | - Đường Lục Đầu Giang - Phố Thành Phao 3 - Phố Sùng Yên - Đường Thành Phao - Đường Thành Phao 2 - Phố Hoàng Hoa Thám - Đường Trần Khánh Dư - Đường Ngọc Sơn |